# Dumitru Bucșaru
Dumitru Bucșaru (n. 9 iunie 1961, Coșereni, județul Ialomița) este om de afaceri și fostul patron al echipei Unirea Urziceni.